# Havet i Theresienstadt
Havet i Theresienstadt er en roman, udgivet 2007, af den danske forfatter Morten Brask. 
Romanen følger hovedpersonen den unge medicinstuderende Daniel Faigel, der efter en razzia i 1943, deporteres til koncentrationslejren Theresienstadt. Faigel får arbejde som læge ved Hohen Elbe, det største hospital i Theresienstadt, hvor han får en nær relation til en kvindelig jøde Ludmilla Zippora. Under opholdet bliver Faigel, som ekspert i kønssygdomme, udpeget af lejrledelsen til at tilse de prostituerede i et SS-bordel i Prag. 
Romanen er inspireret af et interview af forfatteren med den tidligere fange Ralph Oppenhejm. 
Havet i Theresienstadt er oversat til fransk og udkom 2011 på forlaget Presse de la Cité Arkiveret 6. september 2014 hos  Wayback Machine med titlen Terezin plage. 
Den var nomineret til Pris du roman Fnac 2011 og blev udtaget som en af efterårets udvalgte bøger i den franske boghandlerkæde Chapitres.